# Skånes-Fagerhult
Skånes-Fagerhult – miejscowość (tätort) w Szwecji, w regionie administracyjnym (län) Skania, w gminie Örkelljunga.
Według danych Szwedzkiego Urzędu Statystycznego liczba ludności wyniosła: 891 (31 grudnia 2015), 959 (31 grudnia 2018) i 948 (31 grudnia 2019).